# 坂上亜樹
坂上 亜樹（さかがみ あき、1968年9月14日 - ）は、日本の元女優。坂上二郎の次女。主に大映テレビドラマに出演。元夫は映像監督の井上慎介。

## 出演

### テレビドラマ
- なかよしケンちゃん（1981年 - 1982年・TBS）
- 大貫久男氏、1億円拾得事件の真相（1981年・テレビ朝日） - 美奈役
- 新五捕物帳（1981年 - 1982年・日本テレビ） - おまき役
- チャコとケンちゃん（1982年・TBS）
- 母と呼ばれて（1984年・東海テレビ）
- 不良少女とよばれて（1984年・TBS） - 大沢善子役
- スクールウォーズ（1984年・TBS） - 西村明子役
- スタア誕生（1985年・フジテレビ） - 弓削佐和子役
- ポニーテールはふり向かない（1985年・TBS）

| スタブアイコン | サブスタブ | この項目は、まだ閲覧者の調べものの参照としては役立たない、俳優（男優・女優）に関連した書きかけの項目です。この項目を加筆・訂正などしてくださる協力者を求めています（P:映画/PJ芸能人）。 |